# Elaphodus cephalophus
Il cervo dal ciuffo (Elaphodus cephalophus, Milne-Edwards, 1872) è un mammifero artiodattilo della 
famiglia dei Cervidi.
È parente stretto dei muntjak, rispetto ai quali vive un po' più a nord, occupando un areale che va dalla Cina centrale alla Birmania settentrionale ed all'India nord-orientale.
Vive solo nelle foreste montane al di sopra dei 4500 m di altezza: quest'habitat impervio ha fatto sì che al giorno d'oggi poco o niente si sappia di questo cervide. Nonostante soffra la perdita dell'habitat a causa dell'attività umana, non sembra essere una specie in pericolo.
È un animale alto circa 50-60 cm al garrese, quindi troppo piccolo per essere un cervo, ma di grosse dimensioni rispetto ai muntjak (eccezion fatta per il muntjak gigante, che ha taglia simile ed occupa lo stesso tipo di ambienti).
Ha un piccolo palco di corna ed i maschi di questa specie, similmente agli altri muntjak, hanno il paio di canini superiori simile a corte zanne.
Sul mantello, perfettamente mimetico rispetto all'ambiente in cui vive, spicca un ciuffo di peli neri sulla fronte, al quale deve il nome volgare.
La coda è bianca come per il cervo a coda bianca, e viene usata in modo simile. Inoltre, possiede due denti che sporgono dal muso a causa dei quali gli è stato attribuito il nome di "cervo vampiro".